# Лауреаты Премии Правительства Российской Федерации в области науки и техники (1999)
Лауреаты Премии Правительства Российской Федерации в области науки и техники 1999 года — перечень награждённых государственной наградой Российской Федерации, присужденной за достижения в науке и технике в 1999 году.
По Постановлению от 10 марта 2000 года № 211, начиная с выплаты премий Правительства Российской Федерации 1999 года в области науки и техники, максимальный размер премий Правительства Российской Федерации в области науки и техники ограничивался в сумме 4500-кратного определенного законом минимального размера оплаты труда (в 2004 году это составляло 450 000 руб.). Размер премии, выплачиваемой каждому лауреату, ограничивался 300-кратным определенным законом минимальным размером оплаты труда
Лауреаты определены Постановлением Правительства РФ 28 февраля 2000 г. № 175 по предложению Совета по присуждению премий Правительства Российской Федерации в области науки и техники.

## Легенда
Приводятся данные по премированной работе; фамилии лауреатов, их должность и место работы; номер абзаца в Постановлении

## Лауреаты
| номер | Лауреаты | Премированная работа |
| ----- | --- | --- |
| 1.    | Астахину Василию Владимировичу, Сухановой Инессе Владимировне, кандидатам технических наук, старшим научным сотрудникам акционерного общества «Всероссийский научно-исследовательский проектно-конструкторский и технологический институт кабельной промышленности», Мещанову Геннадию Ивановичу, кандидату технических наук, первому заместителю генерального директора, Пешкову Изяславу Борисовичу, доктору технических наук, генеральному директору, Пивненко Виктору Тимофеевичу, кандидату технических наук, заведующему отделом, Трезвову Владимиру Викторовичу, кандидату химических наук, заведующему лабораторией, работникам того же акционерного общества; Биржину Александру Павловичу, техническому директору акционерного общества «Электроизолит», Лебедеву Владимиру Ивановичу, генеральному директору, Попову Борису Дмитриевичу, коммерческому директору, Темниковскому Владимиру Александровичу, кандидату химических наук, начальнику лаборатории, Яковицкому Виктору Станиславовичу, начальнику цеха, — работникам того же акционерного общества; Зеленецкому Юрию Андреевичу, заместителю генерального директора акционерного общества "Завод «Микропровод», Кравцовой Евгении Борисовне, начальнику лаборатории, Муренкову Владимиру Александровичу, кандидату технических наук, генеральному директору, — работникам того же акционерного общества; Лукашеву Борису Михайловичу, заместителю генерального директора акционерного общества «Псковcкий кабельный завод» | за разработку нагревостойких электроизоляционных лаков для эмалированных проводов и организацию их производства |
| 2.    | Татаркину Александру Ивановичу, члену-корреспонденту Российской академии наук, директору Института экономики Уральского отделения Российской академии наук, руководителю работы, Куклину Александру Анатольевичу, доктору экономических наук, заведующему лабораторией того же института; Асланяну Гарегину Самвеловичу, доктору физико-математических наук, вице-президенту автономной некоммерческой организации «Центр энергетической политики»; Богатыреву Леонарду Леонардовичу, Мызину Анатолию Леонидовичу, докторам технических наук, профессорам Уральского государственного технического университета; Бушуеву Виталию Васильевичу, доктору технических наук, генеральному директору государственного учреждения «Институт энергетической стратегии»; Воропаю Николаю Ивановичу, доктору технических наук, директору Института систем энергетики имени Л. А. Мелентьева Сибирского отделения Российской академии наук; Галицкому Валерию Ивановичу, заместителю председателя Государственного комитета Российской Федерации по статистике; Гранбергу Александру Григорьевичу, академику, председателю государственного научно-исследовательского учреждения «Совет по изучению производительных сил», Штульбергу Борису Матвеевичу, доктору экономических наук, первому заместителю председателя того же учреждения; Криворуцкому Леониду Дмитриевичу, доктору технических наук, заведующему отделом Института физико-технических проблем энергетики Севера Кольского научного центра Российской академии наук; Мастепанову Алексею Михайловичу, доктору экономических наук, руководителю департамента Министерства топлива и энергетики Российской Федерации, Яновскому Анатолию Борисовичу, доктору экономических наук, статс-секретарю заместителю Министра топлива и энергетики Российской Федерации; Миндели Левану Элизбаровичу, доктору экономических наук, директору государственного учреждения «Центр исследований и статистики науки»; Шафранику Юрию Константиновичу, председателю правления акционерного общества «Центральная топливная компания» | за создание системы мониторинга энергетической и экономической безопасности регионов России |
| 3.    | Мамхегову Мухамеду Абдулкеримовичу, доктору технических наук, директору научно-исследовательского и внедренческого центра «Механика аппаратов» государственного научного центра Российской Федерации — Всероссийского электротехнического института имени В. И. Ленина, руководителю работы, Арутюняну Карену Эдуардовичу, старшему научному сотруднику, Кумахову Алисагу Мухамедовичу, главному технологу, — работникам того же научно-исследовательского центра; Остапенко Евгению Ильичу, кандидату технических наук, заместителю директора государственного научного центра Российской Федерации — Всероссийского электротехнического института имени В. И. Ленина, Герчикову Вильвежу Рувимовичу, бывшему инженеру того же центра; Болдову Борису Михайловичу, главному конструктору акционерного общества «Моспромэлектроконструкция»; Петрову Олегу Сысоевичу, главному инженеру акционерного общества «Благовещенский электроаппаратный завод» | за комплекс работ по созданию и промышленному освоению серии высоковольтных выключателей нагрузки |
| 4.    | Ивашову Сергею Ивановичу, кандидату технических наук, начальнику лаборатории акционерного общества «Центральный научно-исследовательский институт радиоэлектронных систем», руководителю работы, Васильеву Игорю Александровичу, кандидату технических наук, ведущему научному сотруднику, Геннадиевой Елене Георгиевне, кандидату технических наук, заместителю генерального директора, Саблину Вячеславу Николаевичу, доктору технических наук, генеральному директору, Шейко Антону Павловичу, научному сотруднику, — работникам того же акционерного общества; Макаренкову Владимиру Ивановичу, начальнику отдела акционерного общества «Атом-лизинг инвест», Мастеркову Анатолию Викторовичу, ведущему инженеру-конструктору того же акционерного общества; Метальникову Вячеславу Михайловичу, доктору технических наук, консультанту департамента Министерства экономики Российской Федерации | за создание радиолокатора «Раскан», предназначенного для зондирования строительных конструкций |
| 5.    | Фортыгину Виталию Сергеевичу, генеральному директору акционерного общества «Севералмаз», руководителю работы, Валуеву Евгению Павловичу, кандидату технических наук, заместителю генерального директора того же акционерного общества; Богатикову Олегу Алексеевичу, академику, заведующему лабораторией Института геологии рудных месторождений, петрографии, минералогии и геохимии Российской академии наук, Кононовой Виктории Аббасовне, доктору геолого-минералогических наук, ведущему научному сотруднику того же института; Вержаку Владимиру Васильевичу, заместителю председателя Северного комитета по геологии и использованию недр Министерства природных ресурсов Российской Федерации; Гаранину Виктору Константиновичу, кандидату геолого-минералогических наук, старшему научному сотруднику Московского государственного университета имени М. В. Ломоносова, Кудрявцевой Галине Петровне, доктору геолого-минералогических наук, ведущему научному сотруднику того же университета; Заостровцеву Анатолию Александровичу, директору акционерного общества «Архангельскгеолразведка», Никонову Александру Вениаминовичу, буровому мастеру, Пашкевичу Ивану Романовичу, начальнику партии, работникам того же акционерного общества; Литинскому Юрию Викторовичу, кандидату технических наук, ведущему научному сотруднику Объединенного эколого-технологического и научно-исследовательского центра по обезвреживанию радиоактивных отходов и охране окружающей среды; Кроткову Вячеславу Владимировичу, генеральному директору акционерного общества «Атомредметзолото»; Мосинцу Владимиру Николаевичу, доктору технических наук, научному консультанту Всероссийского проектно-изыскательского и научно-исследовательского института промышленной технологии; Сергиенко Виктору Ивановичу, буровому мастеру акционерного общества «Северная горная компания», Степанову Александру Николаевичу, технологу того же акционерного общества | за разработку и освоение экологически безопасных технологий оценочных, геолого-разведочных и добычных работ с использованием скважин большого диаметра в Архангельской алмазоносной провинции                                                        |
| 6.    | Трубецкому Клименту Николаевичу, академику, директору Института проблем комплексного освоения недр Российской академии наук, руководителю работы, Иофису Моисею Абрамовичу, Кузнецову Сергею Васильевичу, докторам технических наук, главным научным сотрудникам, — работникам того же института; Ардашеву Константину Аркадьевичу, доктору технических наук, главному научному сотруднику Государственного научно-исследовательского института горной геомеханики и маркшейдерского дела, Земисеву Владимиру Назаровичу, доктору технических наук, Пустовойтовой Тамаре Константиновне, кандидату технических наук, заведующим лабораториями, Яковлеву Дмитрию Владимировичу, доктору технических наук, директору, работникам того же института; Горшколепову Геннадию Михайловичу, кандидату технических наук, начальнику управления Курско-Белгородского округа Федерального горного и промышленного надзора России; Картозия Борису Арнольдовичу, доктору технических наук, первому проректору Московского государственного горного университета, Попову Владиславу Николаевичу, доктору технических наук, декану факультета того же университета; Мироненко Валерию Александровичу, члену-корреспонденту Российской академии наук, директору Санкт-Петербургского отделения Института геоэкологии Российской академии наук; Певзнеру Марку Еремеевичу, доктору технических наук, заведующему отделом Государственного научно-исследовательского института горнохимического сырья; Стрельцову Владимиру Ивановичу, доктору технических наук, заместителю директора государственного унитарного предприятия «Всероссийский научно-исследовательский институт „ВИОГЕМ“»; Щадову Ивану Михайловичу, доктору технических наук, генеральному директору акционерного общества «Востсибуголь» | за разработку и внедрение технологических методов управления геомеханическими процессами при комплексном освоении недр |
| 7.    | Мавлютову Мидхату Рахматулличу, доктору технических наук, профессору Уфимского государственного нефтяного технического университета, руководителю работы, Галиакбарову Вилю Файзулловичу, кандидату технических наук, Матвееву Юрию Геннадьевичу, Попову Анатолию Николаевичу, докторам технических наук, заведующим кафедрами, Конесеву Геннадию Васильевичу, Спиваку Александру Ивановичу, докторам технических наук, профессорам, — работникам того же университета; Акчурину Хамзе Исхаковичу, кандидату технических наук, генеральному директору государственного научно-производственного предприятия «Азимут», Алексееву Леониду Александровичу, доктору технических наук, старшему научному сотруднику, Ишбаеву Гниятулле Гарифулловичу, доктору технических наук, Трушкину Борису Николаевичу, кандидату технических наук, начальникам отделов, Соломенникову Станиславу Васильевичу, кандидату технических наук, заведующему оренбургским региональным комплексным отделом, — работникам того же предприятия; Вяхиреву Виктору Ивановичу, кандидату технических наук, генеральному директору общества с ограниченной ответственностью «Буровая компания открытого акционерного общества „Газпром“»; Торгашову Александру Владимировичу, доктору технических наук, техническому директору — председателю совета директоров акционерного общества «Самаранефтемашсервис»; Шарипову Амиру Усмановичу, доктору технических наук, директору Западно-Сибирского научно-исследовательского и проектно-конструкторского института технологии глубокого разведочного бурения | за разработку и промышленное внедрение высокоэффективных технологий и забойных технических средств для бурения и освоения нефтяных и газовых скважин                                                                                                 |
| 8.    | Гузову Василию Федоровичу, начальнику отдела Уренгойского производственного объединения имени С. А. Оруджева «Уренгойгазпром»; Дронову Евгению Анатольевичу, техническому директору акционерного общества «Акционерная компания „Туламашзавод“»; Игнатьеву Михаилу Николаевичу, заместителю начальника управления общества с ограниченной ответственностью «Буровая компания открытого акционерного общества „Газпром“»; Киселю Олегу Васильевичу, Панюкову Виктору Васильевичу, заместителям директора акционерного общества «Станкотехника», Кузнецову Владимиру Ивановичу, главному конструктору — начальнику отдела, Никонову Эдуарду Григорьевичу, заместителю начальника производства, Останину Александру Афанасьевичу, заместителю главного конструктора, Селезневу Виктору Анатольевичу, начальнику отдела, Тимофееву Александру Петровичу, директору, Шиляеву Станиславу Григорьевичу, заместителю главного конструктора — руководителю проекта, — работникам того же акционерного общества; Салихову Зульфару Салиховичу, главному инженеру газодобывающего предприятия «Ямбурггаздобыча»; Чайковскому Геннадию Петровичу, кандидату технических наук, заместителю генерального директора акционерного общества «Научно-производственное объединение „Буровая техника“»; Чания Вахтангу Серапионовичу, бывшему заместителю генерального директора общества с ограниченной ответственностью «Газкомплектимпэкс»; Шамшину Виталию Ивановичу, заведующему сектором акционерного общества «Газпром» | за разработку, освоение и внедрение унифицированной гаммы нефтегазового оборудования с повышенными техническими параметрами и экологической безопасностью                                                                                            |
| 9.    | Бисерову Владимиру Тихоновичу, главному инженеру акционерного общества «Сибгазаппарат», Кухаревичу Олегу Каролевичу, главному технологу, Стеколю Борису Зиновьевичу, генеральному директору, — работникам того же акционерного общества; Гвоздеву Игорю Васильевичу, заведующему отделом акционерного общества «Межотраслевой институт переработки пластмасс научно-производственное объединение „Пластик“»; Дедикову Евгению Васильевичу, кандидату технических наук, заместителю начальника управления акционерного общества «Газпром»; Идрисову Ахтяму Зиевичу, Мухаметкулову Владимиру Анатольевичу, кандидатам технических наук, Левину Дмитрию Борисовичу, заместителям генерального директора акционерного общества «Запсибгазпром», Кайгородову Геннадию Константиновичу, кандидату технических наук, советнику генерального директора, Никифорову Владимиру Николаевичу, кандидату технических наук, генеральному директору, Серебрянскому Леониду Андреевичу, главному специалисту, Шварцкопфу Александру Яковлевичу, начальнику отдела, — работникам того же акционерного общества; Карасевичу Александру Мирославовичу, кандидату технических наук, заместителю генерального директора Всероссийского научно-исследовательского института природных газов и газовых технологий; Сорокину Анатолию Алексеевичу, начальнику отдела Федерального горного и промышленного надзора России | за разработку и внедрение научно-технологического комплекса газификации Западной Сибири и других регионов России на основе использования отечественных полиэтиленовых труб и соединительных деталей нового поколения                                 |
| 10.   | Стеблянко Валерию Леонтьевичу, кандидату технических наук, профессору Магнитогорской государственной горно-металлургической академии имени Г. И. Носова, Рябкову Виталию Макаровичу, доктору технических наук, заместителю генерального директора государственного научного центра Российской Федерации Научно-производственного объединения по технологии машиностроения, руководителям работы; Аркулису Григорию Эммануиловичу, доктору технических наук, профессору Магнитогорской государственной горно-металлургической академии имени Г. И. Носова, Гуну Геннадию Семеновичу, доктору технических наук, заведующему кафедрой, Никифорову Борису Александровичу, доктору технических наук, ректору, — работникам той же академии; Бухинику Григорию Васильевичу, советнику генерального директора акционерного общества «Магнитогорский метизно-металлургический завод», Веремеенко Владимиру Васильевичу, главному инженеру, Люльчаку Владимиру Ивановичу, начальнику участка, Поваричу Валентину Викторовичу, первому заместителю генерального директора, Тефтелеву Евгению Николаевичу, председателю совета директоров, Трахтенгерцу Виталию Леомельевичу, начальнику технического центра, Трефилову Вячеславу Александровичу, генеральному директору, — работникам того же акционерного общества; Вершигоре Сергею Михайловичу, заместителю генерального директора акционерного общества «Магнитогорский калибровочный завод», Кривощапову Владимиру Васильевичу, кандидату технических наук, генеральному директору, Пудову Евгению Андреевичу, кандидату технических наук, начальнику инженерно-технологического центра, — работникам того же акционерного общества | за разработку новой экологически безопасной, энерго- и ресурсосберегающей технологии изготовления длинномерных биметаллических изделий, создание и промышленное освоение непрерывной линии для их производства                                       |
| 11.   | Лазуткину Сергею Евгеньевичу, доктору технических наук, директору института новой металлургической технологии федерального государственного унитарного предприятия «Центральный научно-исследовательский институт черной металлургии имени И. П. Бардина», руководителю работы, Довлядову Игорю Викторовичу, кандидату технических наук, заведующему лабораторией, Остроуху Николаю Николаевичу, старшему научному сотруднику, — работникам того же предприятия; Гончарову Сергею Степановичу, начальнику цеха акционерного общества «Оскольский электрометаллургический комбинат», Зинягину Геннадию Алексеевичу, кандидату технических наук, начальнику лаборатории, Колесникову Борису Прокопьевичу, начальнику группы, Потапову Ивану Васильевичу, директору по производству, Пчелкину Станиславу Алексеевичу, кандидату технических наук, бывшему старшему инженеру, Старкову Евгению Николаевичу, заместителю начальника цеха, Угарову Алексею Алексеевичу, генеральному директору, — работникам того же акционерного общества; Шахпазову Евгению Христофоровичу, доктору технических наук, заместителю начальника управления Министерства науки и технологий Российской Федерации; Шевцову Анатолию Захаровичу, кандидату технических наук, руководителю департамента Министерства экономики Российской Федерации | за разработку технологий производства, использования и транспортировки товарных термически пассивированных металлизованных окатышей |
| 12.   | Палию Олегу Марковичу, доктору технических наук, начальнику отделения государственного научного центра Российской Федерации — Центрального научно-исследовательского института имени академика А. Н. Крылова, руководителю работы, Апполонову Евгению Михайловичу, Гуменюку Владимиру Алексеевичу, кандидатам технических наук, Веселову Владимиру Александровичу, Литонову Олегу Евгеньевичу, доктору технических наук, начальникам секторов, Каминскому Валерию Павловичу, главному инженеру, Костыгову Владимиру Евгеньевичу, заместителю начальника отделения, Никитину Валентину Александровичу, кандидату технических наук, ведущему научному сотруднику, Шапошникову Валерию Михайловичу, кандидату технических наук, начальнику лаборатории, — работникам того же центра; Белову Александру Алексеевичу, главному инженеру санкт-петербургского государственного унитарного предприятия «Мостотрест»; Решетову Николаю Алексеевичу, генеральному директору Российского морского регистра судоходства; Саввову Валерию Михайловичу, первому заместителю генерального директора Российского акционерного общества «Высокоскоростные магистрали»; Седову Владимиру Михайловичу, заместителю генерального директора акционерного общества «Всероссийский научно-исследовательский институт нефтехимических процессов»; Федотову Якову Васильевичу, кандидату технических наук, заместителю главного конструктора Центрального конструкторского бюро морской техники «Рубин» | за работу «[[Конверсия уникальных экспериментальных комплексов для исследования прочности и разработка на этой основе новых технологий создания высокоэкономичных конструкций морской техники и сложных инженерных сооружений]]»                     |
| 13.   | Белянину Петру Николаевичу, члену-корреспонденту Российской академии наук, советнику дирекции акционерного общества «Национальный институт авиационных технологий»; Булавкину Вячеславу Васильевичу, доктору технических наук, генеральному директору федерального государственного унитарного предприятия «Научно-производственное объединение „Техномаш“», Касаеву Казбеку Соломоновичу, доктору технических наук, научному советнику того же предприятия; Веселову Авениру Александровичу, заместителю генерального конструктора акционерного общества «ОКБ Сухого»; Горишу Анатолию Васильевичу, доктору технических наук, консультанту Российского авиационно-космического агентства, Гусеву Юрию Григорьевичу, кандидату технических наук, заместителю начальника управления того же Агентства; Касаеву Георгию Саламоновичу, кандидату технических наук, декану факультета Северо-Кавказского государственного технологического университета; Локтионову Александру Петровичу, главному инженеру государственного предприятия «Производственное объединение „Стрела“», Таракову Дмитрию Архиповичу, кандидату технических наук, генеральному директору того же предприятия; Медведеву Александру Алексеевичу, кандидату технических наук, первому заместителю генерального директора Государственного космического научно-производственного центра имени М. В. Хруничева, Попову Валерию Николаевичу, заместителю генерального директора, Сухову Геннадию Михайловичу, доктору технических наук, помощнику генерального директора, — работникам того же центра; Мишину Виктору Ивановичу, заместителю главного конструктора акционерного общества «Авиационный комплекс имени С. В. Ильюшина»; Полтавцу Геннадию Афанасьевичу, доктору технических наук, профессору Московского государственного авиационного института (технического университета); Хмыровой Алле Александровне, кандидату технических наук, главному научному сотруднику акционерного общества «Научно-исследовательский институт „Энцитех“»                                                     | за работу «[[Система создания сложных конкурентоспособных изделий машиностроения на основе универсальных высокоэффективных конструкторско-технологических решений. Разработка и внедрение]]»                                                         |
| 14.   | Сироткину Олегу Сергеевичу, доктору технических наук, генеральному директору акционерного общества «Национальный институт авиационных технологий», руководителю работы, Глотову Евгению Борисовичу, кандидату технических наук, начальнику лаборатории, Кайнову Валентину Максимовичу, кандидату технических наук, начальнику сектора, Мацневу Валентину Николаевичу, кандидату технических наук, руководителю металлургического комплекса, Мусияченко Александру Степановичу, кандидату технических наук, ведущему научному сотруднику, — работникам того же акционерного общества; Авраменко Владимиру Николаевичу, заместителю генерального директора акционерного общества «ОКБ Сухого»; Коротневу Геннадию Ивановичу, генеральному директору акционерного общества «Ульяновский авиационный промышленный комплекс „Авиастар“»; Лебедеву Вячеславу Марковичу, кандидату технических наук, заместителю начальника лаборатории государственного научного центра Российской Федерации — Всероссийского научно-исследовательского института авиационных материалов, Лукину Владимиру Ивановичу, доктору технических наук, начальнику лаборатории того же центра; Панченко Петру Васильевичу, кандидату технических наук, главному металлургу акционерного общества «Таганрогский авиационный научно-технический комплекс имени Г. М. Бериева»; Садкову Владимиру Васильевичу, кандидату технических наук, главному специалисту акционерного общества «Авиационный научно-технический комплекс имени А. Н. Туполева»; Черкасову Виктору Васильевичу, доктору технических наук, директору государственного учреждения «Аналитический центр по научной и промышленной политике»; Степаненко Александру Ивановичу, кандидату технических наук, главному сварщику общества с ограниченной ответственностью «Уренгойгазпром»; Постникову Николаю Сергеевичу, доктору технических наук (посмертно) | за разработку высокоэффективных технологических процессов литья и новых алюминиевых сплавов для получения интегральных литых конструкций гарантированного качества                                                                                   |
| 15.   | Воронцову Александру Владимировичу, кандидату технических наук, начальнику отдела государственного научного центра Российской Федерации — Центрального научно-исследовательского института имени академика А. Н. Крылова; Генину Михаилу Израилевичу, заместителю главного инженера машиностроительного предприятия «Звездочка», Калистратову Николаю Яковлевичу, директору, Розенбергу Вальтеру Марковичу, начальнику бюро, Тихонову Александру Ивановичу, заместителю директора, — работникам того же предприятия; Жолобову Василию Егоровичу, начальнику сектора научно-исследовательского проектно-технологического бюро «Онега», Никитину Владимиру Семеновичу, кандидату технических наук, директору, Попову Владимиру Афанасьевичу, заместителю директора, работникам того же бюро; Игнатьеву Александру Валентиновичу, начальнику отдела войсковой части 40056 Министерства обороны Российской Федерации; Клячко Льву Михайловичу, кандидату технических наук, заместителю директора Центрального научно-исследовательского института «Курс»; Маслакову Валерию Александровичу, директору Дальневосточного завода «Звезда»; Масленникову Геннадию Алексеевичу, консультанту Аппарата Правительства Российской Федерации; Мигулину Евгению Ивановичу, начальнику отдела войсковой части 72190 Министерства обороны Российской Федерации; Титаренко Александру Николаевичу, первому заместителю руководителя судоремонтного завода «Нерпа»; Хачатряну Грачику Рубеновичу, кандидату технических наук, генеральному директору акционерного общества «Научно-исследовательский институт резиновых покрытий и изделий»; Чудину Юрию Георгиевичу, заместителю главного конструктора Центрального конструкторского бюро морской техники «Рубин»; Шулико Анатолию Дмитриевичу, главному инженеру государственного унитарного предприятия «Северное производственное объединение „Арктика“» | за работу «[[Совершенствование технологии и повышение экономической эффективности ремонта атомных подводных лодок за счет продления сроков службы и ресурса оборудования]]»                                                                          |
| 16.   | Лебедеву Валерию Ивановичу, кандидату технических наук, директору Ленинградской атомной электростанции, руководителю работы, Ананьеву Александру Николаевичу, заместителю начальника цеха, Венкину Валентину Александровичу, Ковалеву Сергею Минаевичу, начальникам цехов, Гарусову Юрию Владимировичу, главному инженеру, Карраску Михаилу Павловичу, заместителю директора, Павлову Михаилу Андреевичу, заместителю главного инженера, Рогозину Владимиру Николаевичу, начальнику лаборатории, Шмакову Леониду Васильевичу, кандидату технических наук, начальнику отдела, — работникам той же электростанции; Балдину Виктору Дмитриевичу, начальнику лаборатории государственного унитарного предприятия «Научно-исследовательский и конструкторский институт энерготехники», Черкашову Юрию Михайловичу, главному конструктору того же предприятия; Еперину Анатолию Павловичу, доктору технических наук, генеральному директору учебно-научного центра Санкт-Петербургского государственного технического университета; Михайлову Дмитрию Алексеевичу, начальнику отдела Института ядерных реакторов Российского научного центра «Курчатовский институт»; Чугунову Олегу Константиновичу, кандидату технических наук, начальнику лаборатории Института реакторных технологий и материалов Российского научного центра «Курчатовский институт»; Белянину Леониду Алексеевичу (посмертно) | за разработку и реализацию мероприятий по повышению безопасности энергоблоков АЭС с канальными реакторами на базе Ленинградской атомной электростанции                                                                                               |
| 17.   | Бежанову Евгению Алексеевичу, инженеру-механику завода производственного объединения «Маяк», Бочкареву Сергею Александровичу, заместителю главного инженера завода, Демидову Александру Николаевичу, заместителю генерального директора, Дорохину Владимиру Ильичу, заместителю главного механика завода, Паздникову Александру Павловичу, заместителю начальника цеха завода, Сабитову Рафаилу Галеевичу, мастеру завода, Шерстюкову Владимиру Николаевичу, инженеру завода, — работникам того же объединения; Ваганову Леониду Владимировичу, директору Уральского государственного проектно-изыскательского института «ВНИИПИЭТ», Самохотову Сергею Алексеевичу, ведущему инженеру того же института; Вовкотрубу Юрию Гавриловичу, кандидату технических наук, начальнику конструкторского бюро акционерного общества «Свердловский научно-исследовательский институт химического машиностроения», Маркову Борису Владимировичу, ведущему конструктору того же акционерного общества; Истомину Вячеславу Лазаревичу, доктору технических наук, заведующему сектором Института гидродинамики имени М. А. Лаврентьева Сибирского отделения Российской академии наук, Рыжакову Владимиру Анатольевичу, ведущему инженеру-технологу того же института; Ненарокомову Этвальду Алексеевичу, доктору технических наук, главному научному сотруднику государственного научного центра Российской Федерации — Всероссийского научно-исследовательского института неорганических материалов имени академика А. А. Бочвара; Ширяеву Виктору Поликарповичу, начальнику участка акционерного общества «Производственное предприятие „Монтажно-строительное управление N 111“» | за работу «[[Экологически безопасная технология и оборудование системы удаления на хранение твердых радиоактивных отходов отработавших сборок твэлов на заводе РТ-1. Создание системы, внедрение и эксплуатация]]»                                   |
| 18.   | Герасимову Николаю Михайловичу, главному конструктору темы конструкторского бюро «Салют» Государственного космического научно-производственного центра имени М. В. Хруничева, руководителю работы, Бизяеву Ростиславу Владимировичу, доктору технических наук, начальнику отделения, Дробышеву Александру Георгиевичу, ведущему конструктору проекта, Петроковскому Сергею Александровичу, Соколову Михаилу Борисовичу, кандидату технических наук, заместителям генерального конструктора, — работникам того же конструкторского бюро; Бакланову Геннадию Семеновичу, ведущему конструктору акционерного общества «Ракетно-космическая корпорация „Энергия“ имени С. П. Королева», Ефимовскому Владиславу Анатольевичу, заместителю начальника приборного производства, Кудрякову Александру Константиновичу, заместителю начальника отделения, — работникам того же акционерного общества; Ганкевичу Павлу Тадеушевичу, начальнику сектора Научно-производственного комплекса «Космос-ЭНВО»; Глазкову Юрию Николаевичу, доктору технических наук, заместителю начальника Российского государственного научно-исследовательского испытательного центра подготовки космонавтов имени Ю. А. Гагарина, летчику-космонавту; Журенко Валерию Николаевичу, заместителю заведующего отделом государственного научного центра Российской Федерации — Института медико-биологических проблем; Ларину Евгению Григорьевичу, доктору технических наук, заместителю директора Научно-исследовательского института машиностроения; Мыскину Вячеславу Петровичу, начальнику цеха ракетного космического завода Государственного космического научно-производственного центра имени М. В. Хруничева, Шаевичу Сергею Константиновичу, директору программы международной космической станции того же центра; Прокофьеву Анатолию Николаевичу, кандидату технических наук, старшему научному сотруднику Российского научного центра «Прикладная химия» | за создание и эксплуатацию первого элемента международной космической станции — функционального грузового блока «Заря» с 15-летним ресурсом |
| 19.   | Бахвалову Юрию Олеговичу, заместителю генерального конструктора конструкторского бюро «Салют» Государственного космического научно-производственного центра имени М. В. Хруничева, руководителю работы, Агаханову Юрию Григорьевичу, главному конструктору проекта, Бажанову Анатолию Ивановичу, начальнику отдела, Берхену Семену Семеновичу, Соину Валерию Ивановичу, заместителям начальников отделов, Владимирову Александру Владимировичу, кандидату технических наук, начальнику отделения, Радугину Игорю Сергеевичу, заместителю генерального конструктора, — работникам того же конструкторского бюро; Акимову Владимиру Николаевичу, заместителю начальника отдела федерального государственного унитарного предприятия «Исследовательский центр имени М. В. Келдыша»; Алексееву Леониду Ивановичу, доктору технических наук, заместителю начальника отдела акционерного общества «Ракетно-космическая корпорация „Энергия“ имени С. П. Королева», Дитриху Алексею Владимировичу, начальнику сектора, Мащенко Валерию Васильевичу, заместителю руководителя научно-технического центра, — работникам того же акционерного общества; Кибзуну Андрею Ивановичу, доктору физико-математических наук, заведующему кафедрой Московского государственного авиационного института (технического университета); Клишеву Олегу Павловичу, кандидату технических наук, начальнику отдела федерального государственного унитарного предприятия «Центральный научно-исследовательский институт машиностроения», Лукьященко Василию Ивановичу, доктору технических наук, заместителю директора того же предприятия; Серёгину Александру Михайловичу, директору программы Государственного космического научно-производственного центра имени М. В. Хруничева | за разработку и внедрение в практику методологии высокоточного отделения космических аппаратов различного назначения |
| 20.   | Ароновичу Довиду Азриэлевичу, кандидату химических наук, заместителю заведующего лабораторией Научно-исследовательского института химии и технологии полимеров имени академика В. А. Каргина с опытным заводом, Глотовой Валентине Федоровне, начальнику участка, Князеву Евгению Федоровичу, техническому директору, Муроху Александру Фавельевичу, кандидату химических наук, старшему научному сотруднику, Синеокову Александру Петровичу, доктору химических наук, ведущему научному сотруднику-консультанту, Хамидуловой Зякие Сайбасаховне, кандидату химических наук, заведующей лабораторией, — работникам того же института; Атепковой Галине Николаевне, начальнику сектора Центрального конструкторского бюро специальных радиоматериалов; Гурову Анатолию Алексеевичу, кандидату химических наук, заместителю директора института неметаллов акционерного общества «Научно-производственное объединение „Композит“»; Карапатницкому Альберту Михайловичу, кандидату технических наук, заведующему лабораторией Государственного научно-исследовательского тракторного института; Федоровой Светлане Михайловне, начальнику лаборатории государственного научно-производственного предприятия «Дельта»; Шумаевой Наталье Сергеевне, заместителю начальника отдела акционерного общества «ГАЗ»; Юхновичу Алексею Юрьевичу, начальнику отдела акционерного общества «АВТОВАЗ»; Берлину Альфреду Анисимовичу, доктору технических наук (посмертно) | за разработку технологии получения акриловых материалов и их внедрение в различных отраслях промышленности |
| 21.   | Садыкову Владиславу Александровичу, кандидату химических наук, заведующему лабораторией Института катализа имени Г. К. Борескова Сибирского отделения Российской академии наук, руководителю работы, Золотарскому Илье Александровичу, и. о. заведующего лабораторией, Исуповой Любови Александровне, кандидату химических наук, Кузьмину Валерию Александровичу, кандидату технических наук, старшим научным сотрудникам, Кирчанову Александру Анатольевичу, кандидату химических наук, заведующему отделом, Кожевниковой Нине Григорьевне, ведущему технологу, Круглякову Василию Юрьевичу, руководителю группы, — работникам того же института; Бруштейну Евгению Абрамовичу, ведущему научному сотруднику акционерного общества «Научно-исследовательский и проектный институт азотной промышленности и продуктов органического синтеза», Телятниковой Татьяне Викторовне, кандидату технических наук, старшему научному сотруднику, Чернышеву Валерию Ивановичу, доктору технических наук, заместителю генерального директора, — работникам того же акционерного общества; Глаголеву Олегу Львовичу, начальнику производства акционерного общества "Череповецкий «Азот»; Кононову Сергею Михайловичу, заместителю начальника производства акционерного общества «Невинномысский „Азот“»; Лунину Валерию Васильевичу, члену-корреспонденту Российской академии наук, декану факультета Московского государственного университета имени М. В. Ломоносова; Потехе Алексею Ивановичу, начальнику отдела акционерного общества «Азот», Хазанову Александру Абрамовичу, заместителю начальника цеха того же акционерного общества | за разработку и промышленную реализацию технологии двухступенчатого окисления аммиака в производстве азотной кислоты на основе сотового оксидного катализатора                                                                                       |
| 22.   | Фридману Александру Яковлевичу, доктору химических наук, главному химику Государственного научно-исследовательского института органической химии и технологии, Шемякиной Елене Васильевне, доктору химических наук, директору научно-координационного центра «Инженерная химия и технология экологически безопасных материалов и процессов», руководителям работы; Жмакову Геннадию Николаевичу, кандидату технических наук, заведующему кафедрой Московского государственного строительного университета; Кепову Владимиру Сергеевичу, начальнику очистных сооружений муниципального унитарного предприятия «Водоканал», Климову Валерию Александровичу, начальнику испытательного центра того же предприятия; Курочкину Владимиру Константиновичу, доктору химических наук, Полякову Виктору Станиславовичу, кандидату технических наук, начальникам отделов Государственного научно-исследовательского института органической химии и технологии; Поляковой Ирине Яковлевне, кандидату химических наук, начальнику отдела научно-координационного центра «Инженерная химия и технология экологически безопасных материалов и процессов»; Терещенко Геннадию Федоровичу, доктору химических наук, первому заместителю Министра науки и технологий Российской Федерации | за разработку и освоение новых методов антибактериальной обработки, дегельминтизации и детоксицирования осадка сточных вод сооружений очистки канализации с получением безопасных органоминеральных композиций — нетрадиционного восполняемого сырья |
| 23.   | Антипову Валерию Александровичу, доктору ветеринарных наук, директору Краснодарской научно-исследовательской ветеринарной станции; Богушу Владимиру Григорьевичу, кандидату биологических наук, ведущему научному сотруднику государственного научного центра Российской Федерации — Государственного научно-исследовательского института генетики и селекции промышленных микроорганизмов, Козлову Юрию Ивановичу, доктору биологических наук, заведующему отделом, Машко Сергею Владимировичу, Цыганкову Юрию Дмитриевичу, докторам биологических наук, заведующим лабораториями, — работникам того же центра; Городецкому Дмитрию Игоревичу, кандидату химических наук, первому заместителю главы администрации Домодедовского района Московской области; Груздеву Константину Николаевичу, доктору биологических наук, заместителю директора Всероссийского государственного научно-исследовательского института контроля, стандартизации и сертификации ветеринарных препаратов; Казаковой Ирине Андреевне, кандидату технических наук, заместителю генерального директора акционерного общества «Мосагроген», Калужскому Василию Евгеньевичу, генеральному директору того же акционерного общества; Коромыслову Георгию Федоровичу, академику Российской академии сельскохозяйственных наук, директору Всероссийского научно-исследовательского института экспериментальной ветеринарии имени Я. Р. Коваленко; Кузнецову Владимиру Павловичу, доктору биологических наук, руководителю лаборатории Научно-исследовательского института эпидемиологии и микробиологии имени Н. Ф. Гамалеи; Лысенко Николаю Петровичу, кандидату биологических наук, заведующему кафедрой Московской государственной академии ветеринарной медицины и биотехнологии имени К. И. Скрябина; Сухареву Олегу Ивановичу, доктору ветеринарных наук, начальнику отдела Министерства сельского хозяйства и продовольствия Российской Федерации; Курочке Николаю Ефимовичу, Фесенко Ивану Даниловичу, кандидатам ветеринарных наук (посмертно)                                                | за разработку и освоение производства ветеринарных противовирусных иммуностимулирующих препаратов на основе рекомбинантных белков |
| 24.   | Баженову Юрию Михайловичу, академику Российской академии архитектуры и строительных наук, заведующему кафедрой Московского государственного строительного университета; Батракову Владимиру Григорьевичу, доктору технических наук, Сорокину Юрию Владимировичу, кандидату технических наук, заведующим лабораториями Научно-исследовательского, проектно-конструкторского и технологического института бетона и железобетона, Звездову Андрею Ивановичу, доктору технических наук, директору, Каприелову Семену Суреновичу, доктору технических наук, заместителю заведующего лабораторией, Фаликману Вячеславу Рувимовичу, кандидату химических наук, заместителю директора, Шейнфельду Андрею Владимировичу, кандидату технических наук, старшему научному сотруднику, — работникам того же института; Башлыкову Николаю Федоровичу, кандидату технических наук, техническому директору акционерного общества «Внешнеэкономическая ассоциация „Полимод“ в области модификаторов бетона», Сердюку Валерию Николаевичу, кандидату химических наук, заместителю технического директора того же акционерного общества; Борыгину Сергею Тимофеевичу, генеральному директору комбината «Мосинжбетон»; Гребенюку Анатолию Владимировичу, кандидату экономических наук, начальнику главного управления специального строительства Министерства обороны Российской Федерации; Грингаузу Игорю Аркадьевичу, генеральному директору акционерного общества «100 завод ЖБИ»; Серых Роману Леонидовичу, доктору технических наук, начальнику отдела Министерства науки и технологий Российской Федерации | за создание и внедрение в практику строительства высококачественных бетонов и технологии их изготовления |
| 25.   | Булгакову Сергею Николаевичу, академику Российской академии архитектуры и строительных наук, первому вице-президенту Российской академии архитектуры и строительных наук, руководителю работы, Федорову Евгению Павловичу, кандидату архитектуры, начальнику отдела той же академии; Бородиной Ирине Николаевне, Раковскому Геннадию Константиновичу, главным инженерам проектов Московского научно-исследовательского и проектного института типологии, экспериментального проектирования, Григорьеву Юрию Пантелеймоновичу, директору, Янко Александру Эльмировичу, главному инженеру мастерской, — работникам того же института; Гридасову Олегу Петровичу, руководителю творческой мастерской архитектора О.Гридасова; Исаеву Леониду Антоновичу, заместителю генерального директора акционерного общества «Электростальское управление строительства»; Казакевичу Николаю Петровичу, генеральному директору акционерного общества «Нарострой», Савченкову Владиславу Алексеевичу, главному инженеру того же акционерного общества; Рахману Иосифу Ароновичу, генеральному директору акционерного общества «Научно-производственное предприятие „Тема“», Ушакову Валерию Петровичу, директору группы того же акционерного общества; Рочеговой Наталии Александровне, доценту Московского архитектурного института (государственной академии); Тяжловой Валентине Николаевне, главному инженеру акционерного общества «Крупнопанельное домостроение»; Рочегову Александру Григорьевичу, академику Российской академии архитектуры и строительных наук (посмертно) | за создание и внедрение системы ширококорпусных жилых домов |
| 26.   | Нестерову Аркадию Павловичу, академику Российской академии медицинских наук, заведующему кафедрой Российского государственного медицинского университета, руководителю работы, Батманову Юрию Евгеньевичу, доктору медицинских наук, проректору, Егорову Евгению Алексеевичу, доктору медицинских наук, профессору, — работникам того же университета; Бровкиной Алевтине Федоровне, Гундоровой Розе Александровне, докторам медицинских наук, руководителям отделов Московского научно-исследовательского института глазных болезней имени Гельмгольца; Винокуру Виталию Шевелевичу, кандидату технических наук, главному инженеру акционерного общества «Казанский медико-инструментальный завод», Шакирову Нуру Хамзиновичу, кандидату технических наук, генеральному директору того же акционерного общества; Краснову Михаилу Михайловичу, академику Российской академии медицинских наук, директору Научно-исследовательского института глазных болезней Российской академии медицинских наук, Столяренко Георгию Евгеньевичу, доктору медицинских наук, ведущему научному сотруднику того же института; Мошетовой Ларисе Константиновне, члену-корреспонденту Российской академии медицинских наук, ректору Российской медицинской академии последипломного образования; Нелидову Вадиму Борисовичу, ведущему инженеру-конструктору акционерного общества «Микрохирургические инструменты», Френкелю Арону Гдальевичу, кандидату технических наук, генеральному директору, Шамсутдинову Ильясу Гимадеевичу, начальнику отдела, работникам того же акционерного общества | за разработку и внедрение в клиническую практику новых микрохирургических технологий и инструментария для лечения глазных болезней |
| 27.   | Покровскому Валентину Ивановичу, академику Российской академии медицинских наук, директору Центрального научно-исследовательского института эпидемиологии, руководителю работы, Лебедеву Василию Вячеславовичу, Шаханиной Ирине Львовне, докторам медицинских наук, заведующим лабораториями, Тутельяну Алексею Викторовичу, Шелеповой Татьяне Михайловне, кандидатам медицинских наук, старшим научным сотрудникам, — работникам того же института; Данилиной Анне Валентиновне, начальнику отдела Научно-производственного предприятия «Бионикс», Зюзиной Елене Леонардовне, заведующей производством, Степанову Олегу Геннадиевичу, заместителю директора, — работникам того же предприятия; Климовой Наталье Борисовне, первому заместителю начальника военно-медицинского управления Федеральной службы безопасности Российской Федерации, Комарову Владимиру Александровичу, кандидату медицинских наук, старшему научному сотруднику Центральной научно-исследовательской лаборатории психофизиологии и психологии труда той же Службы; Немцовой Елене Романовне, кандидату биологических наук, старшему научному сотруднику Московского научно-исследовательского онкологического института имени П. А. Герцена, Сергеевой Татьяне Владимировне, кандидату биологических наук, научному сотруднику того же института | за разработку пептидного препарата «имунофан» и его практическое применение в патогенетической терапии |
| 28.   | Устиновой Александре Васильевне, доктору технических наук, заведующей лабораторией Всероссийского научно-исследовательского института мясной промышленности, руководителю работы, Белякиной Надежде Евгеньевне, кандидату технических наук, старшему научному сотруднику, Костенко Юрию Григорьевичу, доктору ветеринарных наук, заведующему лабораторией, — работникам того же института; Башкирову Олегу Игоревичу, начальнику отдела Научно-исследовательского института детского питания; Верхососовой Алле Викторовне, технологу акционерного общества «Мясокомбинат „Тихорецкий“», Влезько Александру Александровичу, кандидату технических наук, начальнику производства, Никольскому Борису Петровичу, начальнику цеха, Тимошенко Николаю Васильевичу, кандидату технических наук, генеральному директору, — работникам того же акционерного общества; Гущину Виктору Владимировичу, кандидату сельскохозяйственных наук, директору Всероссийского научно-исследовательского института птицеперерабатывающей промышленности, Стефановой Изабелле Львовне, кандидату технических наук, заведующей лабораторией того же института; Коню Игорю Яковлевичу, доктору медицинских наук, руководителю лаборатории Научно-исследовательского института питания, Ладодо Калерии Сергеевне, доктору медицинских наук, руководителю отделения того же института; Кузнецовой Тамаре Константиновне, кандидату биологических наук, заведующей лабораторией Северо-Кавказского научно-исследовательского института животноводства, Рядчикову Виктору Георгиевичу, академику Российской академии сельскохозяйственных наук, заведующему отделом того же института; Кучме Николаю Ивановичу, главному зоотехнику акционерного общества «Имени Ильича» | за разработку и внедрение научных основ создания высокоэффективных агропромышленных комплексов для производства адаптированных мясных продуктов детского питания                                                                                     |
| 29.   | Бурмистрову Геннадию Павловичу, доктору технических наук, заместителю директора Научно-исследовательского института пищеконцентратной промышленности и специальной пищевой технологии, руководителю работы, Добровольскому Виктору Францевичу, кандидату военных наук, директору, Квасенкову Олегу Ивановичу, кандидату технических наук, Мулиной Надежде Алексеевне, Павловой Людмиле Павловне, Холмянской Тамаре Евгеньевне, старшим научным сотрудникам, — работникам того же института; Данилевскому Виталию Артемовичу, кандидату технических наук, заместителю директора Научно-исследовательского и экспериментально-конструкторского института тары и упаковки, Кузнецовой Людмиле Михайловне, заместителю заведующего отделом того же института; Комраковой Наталии Анатольевне, Куликовой Марине Викторовне, младшим научным сотрудникам Всероссийского научно-исследовательского института пивоваренной, безалкогольной и винодельческой промышленности, Филоновой Галине Леонтьевне, кандидату технических наук, заведующей лабораторией того же института; Макарову Петру Петровичу, доктору медицинских наук, старшему преподавателю Военно-медицинской академии; Мандрыке Евгению Александровичу, кандидату технических наук, генеральному директору общества с ограниченной ответственностью «Научно-техническая фирма „Лионик“»; Стрелкову Владимиру Николаевичу, кандидату фармацевтических наук, заведующему кафедрой Пятигорской государственной фармацевтической академии; Шанину Алексею Васильевичу, кандидату военных наук, председателю научно-технического комитета Центрального продовольственного управления Министерства обороны Российской Федерации | за работу «[[Комплекс научных исследований по созданию современных технологий промышленного производства специальных пищевых концентратов для использования в экстремальных условиях]]»                                                              |
| 30.   | Акимову Валерию Александровичу, кандидату военных наук, Зенцову Игорю Ивановичу, кандидату технических наук, заместителям начальника Всероссийского научно-исследовательского института по проблемам гражданской обороны и чрезвычайных ситуаций, Голомолзину Владимиру Викторовичу, кандидату технических наук, начальнику отдела, Ларионову Валерию Ивановичу, кандидату технических наук, главному научному сотруднику, Нигметову Геннадию Максимовичу, кандидату технических наук, начальнику управления — заместителю начальника института, Шахраманьяну Михаилу Андраниковичу, доктору технических наук, начальнику института, Юрову Андрею Александровичу, кандидату технических наук, начальнику управления, — работникам того же института; Бедрицкому Александру Ивановичу, руководителю Федеральной службы России по гидрометеорологии и мониторингу окружающей среды; Воробьеву Юрию Леонидовичу, кандидату политических наук, первому заместителю Министра Российской Федерации по делам гражданской обороны, чрезвычайным ситуациям и ликвидации последствий стихийных бедствий; Гершензону Владимиру Евгеньевичу, кандидату физико-математических наук, генеральному директору общества с ограниченной ответственностью «Инженерно-технологический центр „СканЭкс“»; Грацианскому Евгению Васильевичу, кандидату технических наук, начальнику отдела Министерства науки и технологий Российской Федерации; Иванову Сергею Александровичу, кандидату технических наук, ведущему научному сотруднику сейсмологического центра Института геоэкологии Российской академии наук; Рогожину Евгению Александровичу, доктору геолого-минералогических наук, заведующему лабораторией Объединенного института физики Земли имени О. Ю. Шмидта Российской академии наук; Сущеву Сергею Петровичу, кандидату технических наук, генеральному директору общества с ограниченной ответственностью «Центр исследований экстремальных ситуаций»; Кузьмину Игорю Ивановичу, доктору физико-математических наук (посмертно)                                                  | за создание и внедрение системы мониторинга и прогнозирования катастроф и стихийных бедствий в Российской Федерации |
| 31.   | Володину Николаю Ивановичу, Качурину Николаю Михайловичу, докторам технических наук, профессорам Тульского государственного университета, Захарову Евгению Ивановичу, доктору технических наук, декану факультета, Пашкову Виктору Петровичу, кандидату технических наук, доценту, Соколову Эдуарду Михайловичу, доктору технических наук, ректору, — работникам того же университета; Оладову Борису Николаевичу, кандидату технических наук, заведующему лабораторией акционерного общества «Научно-исследовательский институт „Техуглерод“», Тимофееву Валерию Анатольевичу, генеральному директору того же акционерного общества; Фомичеву Владимиру Филипповичу, генеральному директору Тульского открытого акционерного общества пива и напитков, Шевчуку Анатолию Ивановичу, техническому директору того же акционерного общества | за разработку и внедрение новых методов очистки технологических выбросов в биосферу и утилизации промышленных отходов |
| 32.   | Морыганову Андрею Павловичу, доктору технических наук, заведующему лабораторией Института химии растворов Российской академии наук, руководителю работы, Захарову Анатолию Георгиевичу, доктору химических наук, заместителю директора, Кокшарову Сергею Александровичу, доктору технических наук, Максимову Александру Ивановичу, доктору химических наук, заведующим лабораториями, Кутепову Алексею Митрофановичу, академику, главному научному сотруднику, — работникам того же института; Блиничеву Валерьяну Николаевичу, Мельникову Борису Николаевичу, докторам технических наук, заведующим кафедрами Ивановского государственного химико-технологического университета; Герасимову Михаилу Николаевичу, доктору технических наук, заведующему кафедрой Ивановской государственной текстильной академии; Горбергу Борису Львовичу, кандидату технических наук, начальнику отдела Ивановского научно-исследовательского экспериментально-конструкторского машиностроительного института, Иванову Андрею Анатольевичу, кандидату физико-математических наук, старшему научному сотруднику, Сахарову Владимиру Васильевичу, директору, — работникам того же института; Корягину Евгению Павловичу, кандидату технических наук, генеральному директору акционерного общества «Зиновьевская мануфактура»; Попову Петру Ивановичу, кандидату технических наук, заведующему отделом Ивановского научно-исследовательского института хлопчатобумажной промышленности; Рыжакову Александру Витальевичу, заместителю директора Ивановского научного центра Инженерной академии Российской Федерации | за разработку и освоение экологически безопасных ресурсосберегающих технологий производства текстильных материалов с использованием нетрадиционных физико-химических воздействий                                                                     |
| 33.   | Пальцеву Михаилу Александровичу, академику Российской академии наук и Российской академии медицинских наук, ректору Московской медицинской академии имени И. М. Сеченова, Хитрову Николаю Константиновичу, члену-корреспонденту Российской академии медицинских наук, заведующему кафедрой той же академии; Саркисову Донату Семеновичу, академику Российской академии медицинских наук, главному ученому секретарю президиума Российской академии медицинских наук | за учебник «Общая патология человека» (1997 год) |
| 34.   | Луканину Валентину Николаевичу, члену-корреспонденту Российской академии наук, ректору Московского государственного автомобильно-дорожного института (технического университета), руководителю авторского коллектива, Алексееву Игорю Владимировичу, Голубкову Леониду Николаевичу, докторам технических наук, Горшкову Юрию Викторовичу, Ежову Сергею Петровичу, Камферу Георгию Матвеевичу, Махову Владимиру Захаровичу, Морозову Константину Андреевичу, Трусову Владимиру Ивановичу, Хачияну Алексею Сергеевичу, Черняку Борису Яковлевичу, Шатрову Михаилу Георгиевичу, кандидатам технических наук, профессорам, Котову Юрию Владимировичу, Кричевской Татьяне Юльевне, доцентам, Матюхину Леониду Михайловичу, Назарову Николаю Ивановичу, Пришвину Сергею Андреевичу, Синявскому Владимиру Викторовичу, кандидатам технических наук, доцентам, Рябикину Леониду Михайловичу, инженеру, Скороделову Сергею Дмитриевичу, ассистенту, Трушу Александру Юрьевичу, начальнику отдела, — работникам того же института; Павлову Алексею Васильевичу, кандидату технических наук (посмертно) | за учебник-комплекс «Двигатели внутреннего сгорания» (1999 год) |
| 35.   | Веденикову Георгию Станиславовичу, кандидату технических наук, профессору Московского государственного строительного университета, руководителю авторского коллектива, Валю Владимиру Наумовичу, Пуховскому Аркадию Борисовичу, докторам технических наук, профессорам, Игнатьевой Вере Семеновне, доктору технических наук, бывшему профессору, Кудишину Юрию Ивановичу, доктору технических наук, заведующему кафедрой, — работникам того же университета; Белене Евгению Ивановичу, доктору технических наук (посмертно), Морачевскому Тарасу Николаевичу, Уварову Борису Юльевичу, кандидатам технических наук (посмертно) | за учебник «Металлические конструкции» (1998 год) |
| 36.   | Шахгильдяну Вагану Вагановичу, доктору технических наук, ректору Московского технического университета связи и информатики, руководителю авторского коллектива, Козыреву Виктору Борисовичу, кандидату технических наук, Шумилину Михаилу Сократовичу, доцентам, Ляховкину Александру Алексеевичу, Розову Валерию Михайловичу, кандидатам технических наук, профессорам, работникам того же университета | за учебник «Радиопередающие устройства» (1996 год) |